# Lemma von Margulis
In der Differentialgeometrie, einem Teilgebiet der Mathematik, beschreibt das Lemma von Margulis oder Margulis-Lemma die Topologie des „dünnen Teils“ einer negativ gekrümmten riemannschen Mannigfaltigkeit. Es dient vor allem zur Beschreibung der Enden hyperbolischer Mannigfaltigkeiten endlichen Volumens.
Es ist nach Grigori Alexandrowitsch Margulis benannt.

## Dünner und dicker Teil einer Mannigfaltigkeit

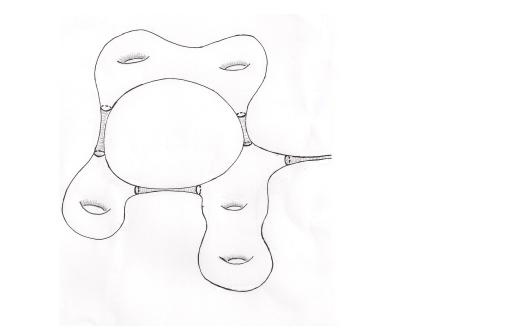
Dicker und dünner Teil einer Mannigfaltigkeit endlichen Volumens

Für eine riemannsche Mannigfaltigkeit {\displaystyle M} und eine Konstante {\displaystyle \epsilon } bezeichnet man als {\displaystyle \epsilon }-dünnen Teil der Mannigfaltigkeit den Teil
{\displaystyle M_{<\epsilon }:=\left\{x\in M\colon \operatorname {inj} (x)<\epsilon \right\}}
(wobei {\displaystyle \operatorname {inj} (x)} den Injektivitätsradius im Punkt {\displaystyle x} bezeichnet)
und als {\displaystyle \epsilon }-dicken Teil {\displaystyle M_{\geq \epsilon }} das Komplement des {\displaystyle \epsilon }-dünnen Teils.
{\displaystyle M_{<\epsilon }} ist also die Menge derjenigen {\displaystyle x\in M}, zu denen es eine geschlossene, nicht nullhomotope Kurve {\displaystyle \gamma \colon \left[0,1\right]\to M} der Länge {\displaystyle l(\gamma )<2\epsilon } mit {\displaystyle \gamma (0)=\gamma (1)=x} gibt. Häufig spricht man auch nur vom dünnen und dicken Teil einer {\displaystyle n}-dimensionalen Mannigfaltigkeit und meint damit den {\displaystyle \epsilon }-dünnen und {\displaystyle \epsilon }-dicken Teil für ein {\displaystyle \epsilon }, welches kleiner als die unten definierte Margulis-Konstante {\displaystyle \epsilon _{n}} ist.

## Lemma von Margulis (differentialgeometrische Formulierung)
Das Lemma von Margulis besagt, dass es zu jeder Dimension {\displaystyle n} eine Margulis-Konstante {\displaystyle \epsilon _{n}} gibt, so dass für alle vollständigen riemannschen Mannigfaltigkeiten der Dimension {\displaystyle n} mit Schnittkrümmungen im Intervall {\displaystyle \left[-1,0\right]} und für alle {\displaystyle \epsilon <\epsilon _{n}} der {\displaystyle \epsilon }-dünne Teil {\displaystyle M_{<\epsilon }} eine fast-nilpotente Fundamentalgruppe hat: Es gibt in {\displaystyle \pi _{1}(M_{<\epsilon },x_{0})} eine nilpotente Untergruppe vom Index {\displaystyle <v(n)} für eine nur von {\displaystyle n} abhängende Konstante {\displaystyle v(n)}.

## Lemma von Margulis (gruppentheoretische Formulierung)
Das Lemma von Margulis besagt, dass es zu jeder Dimension {\displaystyle n} eine Margulis-Konstante {\displaystyle \epsilon _{n}} gibt, so dass die folgende Aussage für alle einfach zusammenhängenden vollständigen riemannschen Mannigfaltigkeiten der Dimension {\displaystyle n} mit Schnittkrümmungen im Intervall {\displaystyle \left[-1,0\right]} und für alle {\displaystyle \epsilon <\epsilon _{n}} zutrifft:
Es sei {\displaystyle {\widetilde {M}}} eine einfach zusammenhängende riemannsche Mannigfaltigkeit der Dimension {\displaystyle n} mit Schnittkrümmungen im Intervall {\displaystyle \left[-1,0\right]}. Sei {\displaystyle \Gamma } eine eigentlich diskontinuierlich wirkende Gruppe von Isometrien von {\displaystyle {\widetilde {M}}} und {\displaystyle x\in {\widetilde {M}}}. Dann ist die von
{\displaystyle \left\{\gamma \in \Gamma \colon d(\gamma (x),x)<\epsilon \right\}}
erzeugte Untergruppe {\displaystyle \Gamma _{\epsilon }(x)\subset \operatorname {Isom} ({\widetilde {M}})} fast-nilpotent.
Der Spezialfall für Matrizengruppen ist auch als Lemma von Zassenhaus bekannt: Es gibt eine Konstante {\displaystyle \mu _{N}}, so dass jede von Matrizen der Norm {\displaystyle <\mu _{N}} erzeugte diskrete Untergruppe {\displaystyle \Gamma \subset GL(N,\mathbb {C} )} fast-nilpotent ist. Tatsächlich gilt das folgende auf Hans Zassenhaus zurückgehende elementare Lemma: Wenn zwei Matrizen {\displaystyle A,B\subset O^{+}(n,1)} eine diskrete Gruppe erzeugen und {\displaystyle \max \left\{\parallel A-Id\parallel ,\parallel B-Id\parallel \right\}<2-{\sqrt {3}}} gilt, dann kommutieren A und B.
Die gruppentheoretische und differentialgeometrische Formulierung des Margulis-Lemmas sind äquivalent zueinander. Die Äquivalenz erhält man vermittels der Wirkung von {\displaystyle \Gamma =\pi _{1}(M,x_{0})} auf der universellen Überlagerung {\displaystyle p\colon {\widetilde {M}}\to M}. Für ein Urbild {\displaystyle {\tilde {x}}_{0}\in p^{-1}(x_{0})\subset {\widetilde {M}}} entspricht {\displaystyle d({\tilde {x}}_{0},\gamma {\tilde {x}}_{0})} der Länge des kürzesten {\displaystyle \gamma \in \pi _{1}(M,x_{0})} repräsentierenden geschlossenen Weges.

## Enden hyperbolischer Mannigfaltigkeiten endlichen Volumens
Es sei {\displaystyle M} eine vollständige hyperbolische Mannigfaltigkeit endlichen Volumens. Dann ist der {\displaystyle \epsilon }-dicke Teil {\displaystyle M_{\geq \epsilon }} kompakt (für beliebige {\displaystyle \epsilon >0}) und für die Gruppe {\displaystyle \Gamma _{\epsilon }} gibt es (für {\displaystyle \epsilon <\epsilon _{n}}) die folgenden Möglichkeiten:
- {\displaystyle \Gamma _{\epsilon }} ist eine Gruppe parabolischer Isometrien mit demselben Fixpunkt im Unendlichen
- {\displaystyle \Gamma _{\epsilon }=\mathbb {Z} } erzeugt von einer hyperbolischen Isometrie
- {\displaystyle \Gamma _{\epsilon }=\left\{id\right\}}

Daraus ergeben sich für die Topologie der Zusammenhangskomponenten des {\displaystyle \epsilon }-dünnen Teils {\displaystyle M_{<\epsilon }} die folgenden Möglichkeiten:
- {\displaystyle V\times \left[0,\infty \right]} für eine geschlossene flache Mannigfaltigkeit {\displaystyle V} der Dimension {\displaystyle n-1}
- {\displaystyle B^{n-1}\times S^{1}} oder {\displaystyle S^{1}}

Im ersten Fall handelt es sich um sogenannte Spitzen (engl.: cusps). Im zweiten Fall handelt es sich um Tubenumgebungen geschlossener Geodäten (oder um geschlossene Geodäten der Länge {\displaystyle \epsilon }).

## Margulis-Zahlen
Für eine riemannsche Mannigfaltigkeit {\displaystyle M} ist die Margulis-Zahl {\displaystyle \mu (M)} die größte reelle Zahl, so dass die Konklusion des Margulis-Lemmas für alle {\displaystyle \epsilon <\mu (M)} gilt.
Für hyperbolische 3-Mannigfaltigkeiten ist {\displaystyle \mu (M)\geq 0{,}104}. Peter Shalen bewies, dass für fast alle hyperbolischen 3-Mannigfaltigkeiten {\displaystyle \mu (M)\leq 0{,}29} gilt. Aufgrund numerischer Berechnungen wird vermutet, dass immer {\displaystyle \mu (M)\leq 0{,}616} gilt.
Für hyperbolische Mannigfaltigkeiten der Dimension {\displaystyle n} gilt
{\displaystyle \mu (M)\geq {\frac {2^{\nu +1}}{3^{\nu +1}\pi ^{\nu }}}{\frac {\Gamma ({\frac {\nu +2}{2}})^{2}}{\Gamma (\nu +2)}}}
mit {\displaystyle \nu =\left[{\frac {n+1}{2}}\right]}.
Umgekehrt gibt es die auf Kapovich zurückgehende Ungleichung {\displaystyle \epsilon _{n}\leq {\frac {C_{n}}{\sqrt {n}}}} mit einer explizit bestimmbaren Konstante {\displaystyle C_{n}}.

## Kragen-Lemma
Aus dem Lemma von Margulis lässt sich herleiten, dass sehr kurze geschlossene Geodäten eine Kragenumgebung großen hyperbolischen Volumens besitzen müssen. Eine quantitative Beschreibung dieses Zusammenhangs für Flächen liefert das Kragen-Lemma (engl.: collar lemma), dessen erste Version 1974 von Linda Keen bewiesen wurde. Die bestmögliche Abschätzung geht auf Randol zurück: In einer hyperbolischen Fläche hat eine geschlossene Geodäte der Länge {\displaystyle l} eine Kragenumgebung der Breite {\displaystyle w} mit {\displaystyle \cosh \left({\tfrac {w}{2}}\right)=\coth \left({\tfrac {l}{2}}\right)}. Man beachte, dass {\displaystyle \lim _{l\to 0}\coth \left({\tfrac {l}{2}}\right)=\infty } ist.